# Private Dancer (chanson)
Singles de Tina Turner
Better Be Good to Me
(1984) I Can't Stand the Rain
(1985)
Pistes de Private Dancer
I Can't Stand the Rain
(4) Let's Stay Together
(6)
Private Dancer est une chanson de Tina Turner, issue de son cinquième album studio du même nom. Elle sort le 28 octobre 1984 en tant que cinquième single de l'album.

## Histoire
Initialement, Mark Knopfler, chanteur de Dire Straits a écrit Private Dancer à l'époque de l'album Love Over Gold de son groupe. Cependant, Knopfler décide à la dernière minute qu'il ne se sent pas à l'aise de chanter une chanson d'un point de vue féminin - et encore moins dans le rôle d'une prostituée - et il la lègue à Tina Turner. Bien que le reste de Dire Straits joue sur cette piste, Knopfler n'apparaît pas du tout : c'est Jeff Beck qui joue un solo de guitare dans le style familier et en retenue de Knopfler. 
Sorti en cinquième single de l'album éponyme, Private Dancer atteint la 7e place Billboard Hot 100 américain et la 3e du Hot R&B/Hip-Hop Songs. La chanson a connu un succès international modéré, atteignant la 26e place du UK Singles Chart britannique.

## Versions
- 45 tours - 3:54
- Album - 7:11

## Classements
| Pays             | Hit-parade                    | Classement |
| ---------------- | ----------------------------- | ---------- |
| Allemagne        | GfK Entertainment             | 20e        |
| Australie        | Kent Music Report             | 21e        |
| Belgique         | Ultratop 50 Flandre           | 5e         |
| Canada           | RPM                           | 11e        |
| Espagne          | Promusicae                    | 6e         |
| États-Unis       | Billboard Hot 100             | 7e         |
| États-Unis       | Hot Adult Contemporary Tracks | 30e        |
| États-Unis       | Hot R&B/Hip-Hop Songs         | 3e         |
| Finlande         | Suomen virallinen lista       | 11e        |
| Irlande          | IRMA                          | 14e        |
| Nouvelle-Zélande | Recorded Music NZ             | 5e         |
| Pays-Bas         | MegaCharts                    | 4e         |
| Royaume-Uni      | The Official Charts Company   | 26e        |